# Couffoulens
Couffoulens település Franciaországban, Aude megyében. Lakosainak száma 538 fő (2022. január 1.). Couffoulens Carcassonne, Cavanac, Leuc, Pomas, Preixan, Rouffiac-d’Aude, Roullens és Verzeille községekkel határos.

## Népesség
A település népességének változása:
| Lakosok száma | 527  | 478  | 549  | 571  | 632  | 611  | 601  | 587  | 571  | 538  |
|               | 1968 | 1982 | 1990 | 2006 | 2013 | 2015 | 2017 | 2019 | 2020 | 2022 |